# Scotopteryx pinnaria
Scotopteryx pinnaria är en fjärilsart som beskrevs av Hugo Theodor Christoph 1888. Scotopteryx pinnaria ingår i släktet backmätare, och familjen mätare. Inga underarter finns listade.